# Servion
Servion ist eine politische Gemeinde im Distrikt Lavaux-Oron des Kantons Waadt in der Schweiz.

## Geographie
Servion liegt auf 752 m ü. M., 3,5 km westlich von Oron-la-Ville und 13 km nordöstlich der Kantonshauptstadt Lausanne (Luftlinie). Die Streusiedlungsgemeinde erstreckt sich auf einer Hochfläche und am Bach Carrouge östlich des Jorat, im Waadtländer Mittelland.
Die Fläche des 6,32 km² grossen Gemeindegebiets umfasst einen Abschnitt der Molassehöhen zwischen dem Jorat und dem Oberlauf der Broye. Der zentrale Teil des Gebietes wird von der breiten Talniederung des Baches Carrouge eingenommen. Im Nordosten schliessen die Hügel von Servion (bis 782 m ü. M.) an, und die östliche Grenze verläuft entlang des Parimbot, eines linken Seitenbachs der Broye. Nach Südwesten erstreckt sich der Gemeindeboden in das Waldgebiet Bois de Villars, in dem mit 855 m ü. M. der höchste Punkt von Servion erreicht wird. Im Süden reicht Servion bis auf die Höhe von Pra Donnabbé (722 m ü. M.). Von der Gemeindefläche entfielen 1997 15 % auf Siedlungen, 24 % auf Wald und Gehölze und 61 % auf Landwirtschaft.
Zu Servion gehören mehrere Siedlungskerne entlang der Strassen, die das Gemeindegebiet queren, die Einfamilienhaussiedlung Chez Favet (765 m ü. M.) auf einem Hügel zwischen den Bächen Carrouge und Parimbot sowie einige Einzelhöfe. Nachbargemeinden von Servion sind Oron, Forel (Lavaux), Savigny, Montpreveyres, Jorat-Mézières im Kanton Waadt sowie Rue im Kanton Freiburg.

## Bevölkerung
Mit 2174 Einwohnern (Stand 31. Dezember 2023) gehört Servion zu den mittelgrossen Gemeinden des Kantons Waadt. Von den Bewohnern sind 89,7 % französischsprachig, 4,0 % deutschsprachig und 2,0 % italienischsprachig (Stand 2000). Die Bevölkerungszahl von Servion belief sich 1900 auf 333 Einwohner. Danach wurde durch stetige Abwanderung bis 1960 eine Abnahme auf 198 Einwohner verzeichnet; seither stieg die Bevölkerungszahl wieder markant an und verfünffachte sich innerhalb von 40 Jahren.

## Wirtschaft
Servion war bis in die zweite Hälfte des 20. Jahrhunderts ein vorwiegend durch die Landwirtschaft geprägtes Dorf. Heute haben der Ackerbau und die Viehzucht nur noch einen geringen Stellenwert in der Erwerbsstruktur der Bevölkerung. Zahlreiche weitere Arbeitsplätze sind im lokalen Kleingewerbe und vor allem im Dienstleistungssektor vorhanden. Ein Gewerbegebiet entwickelte sich im Tal des Carrouge. Hier haben sich Unternehmen in den Bereichen Bau- und Transportgewerbe, Pneumatik, Elektronik und Feinmechanik niedergelassen. Durch den Bau zahlreicher Einfamilienhäuser in den letzten Jahrzehnten hat sich das Dorf auch zu einer Wohngemeinde entwickelt. Viele Erwerbstätige sind deshalb Wegpendler, die vor allem in Lausanne arbeiten.

## Attraktionen
Servion ist bekannt für seine beiden Touristenattraktionen, den Zoo de Servion und das Tropiquarium. Ferner befindet sich im Dorf das Théâtre Barnabé.

## Verkehr
Die Gemeinde ist verkehrstechnisch recht gut erschlossen. Sie liegt an der Hauptstrasse von Moudon nach Vevey. Servion ist Endstation der Autobuslinie 65 der Transports publics de la région Lausannoise und damit direkt mit dem Zentrum der Kantonshauptstadt verbunden. Auch der Postautokurs, der auf der Strecke Mézières-Oron-la-Ville verkehrt, bedient das Dorf.

## Geschichte
Die erste urkundliche Erwähnung des Ortes erfolgte 1141 unter dem Namen Salvion. Später erschienen zahlreiche weitere Bezeichnungen: Salviacum (im 12. Jahrhundert), Salvium (1147), Sarviacum (1155), Sarvion (1236) und Sarvyon (1291). Der Ortsname geht auf den gallorömischen Geschlechtsnamen Salvius zurück.
Im Mittelalter gehörte Servion einer Adelsfamilie, welche den gleichen Namen trug. Auch die Zisterzienserabtei Haut-Crêt hatte Grundbesitz auf dem Gemeindegebiet. 1259 kam das Dorf als Lehen an Peter von Savoyen. Nach der Eroberung des Waadtlandes durch Bern gelangte Servion im Jahr 1557 an die bernische Landvogtei Oron. Nach dem Zusammenbruch des Ancien Régime gehörte das Dorf von 1798 bis 1803 während der Helvetik zum Kanton Léman, der anschliessend mit der Inkraftsetzung der Mediationsverfassung im Kanton Waadt aufging. 1798 wurde es dem Bezirk Oron zugeteilt.
Bis 1820 bildete Servion zusammen mit Ferlens eine einzige Gemeinde, erst nach der Abtrennung von Ferlens entstanden die heutigen Gemeindegrenzen. 1939 wurden auf dem Gemeindegebiet Probebohrungen nach Erdöl vorgenommen, die jedoch ohne kommerziell nutzbaren Fund blieben.
Eine Fusion von Servion mit den Nachbargemeinden Mézières, Montpreveyres und Les Cullayes wurde angestrebt, ist am 15. Januar 2006 jedoch an der Urne am knappen Nein der Einwohner von Montpreveyres gescheitert. Die übrigen drei Gemeinden stimmten der Fusion zu. In der Volksabstimmung vom 28. November 2010 wurde der Vereinigung von Servion und Les Cullayes zugestimmt; sie wurde auf den 1. Januar 2012 rechtskräftig.

## Sehenswürdigkeiten
Die Kirche von Servion geht im Kern auf eine Kapelle von 1453 zurück; der Glockenturm wurde im 19. Jahrhundert hinzugefügt.

## Wappen

Das Wappen von Les Cullayes und neues Wappen von Servion

Das alte Wappen von Servion

Das Wappen wurde von Les Cullayes übernommen, das seit dem 1. Januar 2012 zu Servion gehört.